# 丹阳王墓
丹阳王墓，位于山西省朔州市怀仁县城北4公里，是中华人民共和国山西省文物保护单位之一。
1996年1月12日，授予山西省文物保护单位，是一座古墓葬。